# Al-Kindi
Al-Kindi (Jusuf Jakub ibn Ishak al-Kindi, ur. ok. 801 w Kufie, zm. ok. 879 w Bagdadzie) – arabski filozof muzułmański, teolog, matematyk, naukowiec i lekarz. Jest uważany za ojca filozofii islamskiej.

## Życiorys
Al-Kindi urodził się około 801 roku w Kufie, jako syn jej gubernatora. Otrzymał wykształcenie w Kufie, Bagdadzie i Basrze, gdzie związał się z mutazylitami. Podjął, prawdopodobnie w bagdadzkiej szkole Bajt al-Hikma, badania nad tekstami greckimi, hinduskimi i perskimi. Gruntownie znał Arystotelesa i to jemu świat muzułmański zawdzięcza jego pogłębioną recepcję. Był znany jako wielki uczony. Został nawet zaproszony przez kalifa Al-Mamuna na jego dwór, gdzie był darzony wielką sympatią. Tam tłumaczył greckie teksty filozoficzne i naukowe. Po śmierci Al-Mamuna, jego brat Al-Mutasim został kalifem i również bardzo cenił sobie Al-Kindiego. Jednak później Al-Kindi stracił uznanie u następnych kalifów. Niektórzy twierdzą, że to się stało przez zazdrość innych uczonych o jego wiedzę, a inni, że ze względów religijnych. Umarł około roku 879, w Bagdadzie.

## Twórczość
Al-Kindi pisał bardzo wiele (wylicza się, że mógł napisać nawet 200 dzieł), choć z większości jego pism znamy tylko tytuły. Spośród zachowanych, 23 traktują o geometrii, 32 o astronomii i astrologii, 8 o muzyce i arytmetyce, 10 o optyce, 23 o medycynie, 5 o psychologii, 14 o meteorologii i 14 o kwestiach politycznych. Dzieła te nie mają charakteru jedynie skrótów i komentarzy, ale zbierają też rezultaty własnych badań al-Kindiego, poszerzających i poprawiających osiągnięcia greckie. Pomimo prób godzenia ortodoksji wyznaniowej z postawą przyrodnika, Al-Kindi naraził się na potępienie ze strony środowisk religijnych - został posądzony o "helleńskie pogaństwo" i siłą pozbawiony swoich dzieł.

### Filozofia
To właśnie Al-Kindi stał się przyczyną występującego w filozofii islamskiej słabego rozróżnienia między platonizmem a arystotelizmem - co ma znaczenie także dla samej jego myśli. To właśnie dzięki jego staraniom przetłumaczono w Bagdadzie Teologię Arystotelesa. To neoplatońskie, mistyczne dzieło było kompilacją opartą przede wszystkim na Ennedach Plotyna, występują w nim też fragmenty uznawanego przez Arabów za arystotelika Porfiriusza, autentycznych pism Arystotelesa i innych pism. Al-Kindi za głównego autora uznał Arystotelesa, a Platonowi przypisał współautorstwo. Dlatego też w jego filozofii obok czysto arystotelesowskiej metafizyki i empirycznej fizyki pojawia się platońska mistyka, a w momencie, gdy filozof odbiega od zagadnień przyrodniczych, tzn. tam, gdzie chce godzić rozum i wiarę, łączy stanowisko racjonalne z wieloma irracjonalnymi treściami. Ten sposób myślenia wywarł wielki wpływ na całą filozofię świata islamu, a za jej inspiracją także na średniowieczną filozofii Zachodu. Również kosmologia i psychologia Al-Kindiego pozostają pod wpływem platońskim - kosmologia opiera się na Timajosie, psychologia na Fedonie. Pozostałe aspekty filozofii platońskiej miały natomiast dla Al-Kindiego o wiele mniejsze znaczenie.
Podstawowymi dziedzinami myśli filozoficznej, które uprawiał Al-Kindi, są epistemologia i filozofia umysłu. Al-Kindi główny warunek prawidłowego poznania upatrywał w jego zmatematyzowaniu - dzięki matematyce umysł ludzki może w pełni rozwinąć swoje możliwości poznając to, co najbardziej ogólne, czyli właśnie to, czym matematyka się zajmuje. Al-Kindi za Arystotelesem widział w filozofii przede wszystkim poznanie ostatecznej prawdy i najwyższych rzeczy, filozofię pierwszą (al-Falsafa al-ula), więc sądząc, że to matematyka mówi o tym, co ostateczne i najbardziej ogólne, to w niej właśnie dostrzegał możliwość najwyższego poznania. Na tym poglądzie oparł swoją filozofię umysłu, zachowaną głównie w łacińskim przekładzie Gerarda z Kremony De intelectu et intellecto. Wyróżnił cztery rodzaje umysłu: umysł pierwszy - czynny, umysł drugi - bierny, umysł trzeci - wyrażający się w rozwoju myślenia i umysł czwarty - stanowiący sam proces myślenia. Umysł czynny to umysł o charakterze ogólnym, przypisany do wszystkich ludzi jako rodzaju ludzkiego, mający charakter samoistnej substancji duchowej i pozostający aktywnym niezależnie od czasu i miejsca. Umysł bierny to umysł przysługujący stale każdemu jednostkowemu człowiekowi, całkowicie zawdzięczający swoją aktywność umysłowi pierwszemu. Umysł trzeci zależy jednocześnie od pierwszego i drugiego - jest on rozwojem ludzkiego myślenia, tym, w co ono się wzbogaca dzięki ludzkiej aktywności umysłowej. Umysł czwarty jest to natomiast samo myślenie rozumiane jako proces myślenia, umysł logiki, dzięki któremu człowiek może poznawać przyrodę i budować dowody. Wyraz umysłu czwartego Al-Kindi widzi także (a nawet zwłaszcza) w działalności proroków, jako że są oni inspirowani przez Allaha, więc pozwala mu to uznać działalność proroków za filozoficzną, przypisać jej charakter filozofii pierwszej, inspirowanej przez Boga. Zrównanie działalności proroków i filozofii pierwszej ma pomóc Al-Kindiemu odpierać ataki ortodoksji muzułmańskiej, a zarazem pomóc mu godzić rozum i wiarę.
W metafizyce Al-Kindi zajmuje nieco inne stanowisko, niż zajmował Arystoteles. Uznając materię za to, co pierwotne, podłoże formy, ruchu, przestrzeni i czasu oraz to, bez czego żadne formy nie mogłyby istnieć ani nawet dać się pomyśleć, Al-Kindi odrzuca Arystotelesowskie rozumienie materii jako czystej potencjalności, przypisując jej aktualność. Aktualność materii jest źródłem form, a formy stanowią jedynie przejawy wspólnego materialnego podłoża. Al-Kindi na podstawie tej koncepcji materii i Arystotelesowskiej koncepcji Pierwszego Poruszyciela przypisuje jej odwieczność, odmawia jednak wieczności. Materia jako podłoże wszystkiego, co istnieje, musi być odwieczna, jednak jako że jej manifestacje podlegają przyczynowym uwarunkowaniom i jako skończona, sama musi mieć swój początek, którym jest właśnie Nieruchomy Poruszyciel, Bóg.
Al-Kindi zainspirował innych wielkich filozofów arabskich: Al-Ghazalego, Ibn Sinę i Al-Farabiego. Spopularyzował też w świecie arabskim grecką filozofię i ukuł wiele podstawowych arabskich pojęć filozoficznych.

### Matematyka
Al-Kindi napisał wiele dzieł dotyczących matematyki, między innymi geometrii, arytmetyki, cyfr indyjskich, harmonii liczb, pomiarów proporcji i czasu.

### Chemia
Al-Kindi sprzeciwiał się alchemii i obalił pogląd, że można zamienić zwykłe metale w złoto lub srebro.

## Literatura
- Peter J. King: Filozofowie. 100 największych myślicieli w dziejach świata. Elipsa, 2006. ISBN 83-7265-092-6. Brak numerów stron w książce